# 華井二等兵
華井二等兵（はないにとうへい、1977年8月31日 - ）は、日本のお笑い芸人。大阪府出身。松竹芸能所属。

## 来歴
名付け親は先輩の森脇健児。趣味は、マジック、ジョギング、口笛。
2004年に長谷川道広（横山みちや）と「左ミドル」を結成して、2005年に第26回 今宮子供えびすマンザイ新人コンクール 福笑い大賞を受賞する。
2011年に「左ミドル」を解散して、元DA-DAの植村茂浩と「モナコ大作戦」を結成する。
2012年に、竹下ポップ、にしね・ザ・タイガーと「トリオザスリー
」で「博士と助手～細かすぎて伝わらないモノマネ選手権～」18回大会に出演（某遊園地のヒーローショー）して3位になり、ユニットでの番組出演が増えてくる。
その後は、ピン芸人「華井二等兵」として活動する機会が多くなるが、近年では、団長安田（安田大サーカス）・代走みつくにと「タンブリン大サーカス」や、にしね・ザ・タイガーと「大河＆SHIBUYA、セシル一門」、竹下ポップと「W刑事」など他芸人とユニットを結成したり、「マジック侍SHIBUYA」という芸名でテーブルマジックマジシャンや、5人組グループ「近畿雑雑技団」でも活動している。

## 出演

### レギュラー

#### テレビ
- ぶらばん。（姫路ケーブルテレビ）リポーター[2]
- 森脇健児の名古屋ご当地TV 並モリ（キャットチャンネル 水曜 20:00 - ）リポーター[10]

#### ネット配信
- おちゅーんLIVE!（2015年 - 、YouTube、ニコニコ生放送 土曜 22:00 - ）準レギュラー[注 2]
- 華ちゃん池ちゃん ごきげんラジオ（2017年 - 、もっこもこチャンネル 月曜ポッドキャスト配信）DNA池上と出演[11]

### 過去

#### テレビ
- 左ミドルの人に優しく（J:COM）レギュラー[1]
- 消防ホット情報（J:COM）レギュラー[1]
- 痛快!体当たりドキュメントTEPPAN!!（MONDO21）レギュラー[1]
- ますだおかだ角パァ!（朝日放送）
- ものまねグランプリ（日本テレビ）
- 2009大開運!バラエティ（2009年、毎日放送）
- どっキング48（関西テレビ）
- 痛快!明石家電視台 〜松竹芸人50人大集合SP〜（2012年、毎日放送）[12]
- 博士と助手～細かすぎて伝わらないモノマネ選手権～（2012年、フジテレビ）18回（某遊園地のヒーローショーで3位）、19回
- マバタキー（2013年、フジテレビ）[注 3]
- 暗躍!芸人ブローカー 〜テレビに出ない（秘）芸人密売所〜（関西テレビ）[注 4]
- 歴史スッキリ!お掃除隊〜天下統一〜（J:COM）レギュラー[13]
- すもももももも！ピーチCAFE（読売テレビ）
- 1個だけイエロー（2016年、メ〜テレ）面白顔芸人[6]
- ふらり松尾芭蕉（2017年、フジテレビ）
- オール松竹レジェンド大賞（2017年、関西テレビ）
- こやぶるSPORTS 大忘年会SP（2019年、関西テレビ）関西駅伝No.1決定戦（松竹芸能チーム）
- 走れ!みつくに社長 おススメ情報お届けします（2020年、テレビ大阪）マジックで社長を救え!?[14]
- スッキリ（2020年、日本テレビ）スッキリ自撮りネタフェスティバル
- 痛快!明石家電視台（2020年、毎日放送）実際どうなん!?よゐこ率いる松竹芸能軍団

#### ドラマ
- 連続テレビ小説「わろてんか」（2017年 - 2018年、NHK）[15][注 5]
- 連続テレビ小説「わろてんか」スピンオフ「ラブ＆マンザイ〜LOVE and MANZAI〜」（2018年、BSプレミアム ）[16][注 6]
- 大阪環状線 ひと駅ごとの愛物語（2016年 - 2018年、関西テレビ）
- 連続テレビ小説「まんぷく」（2018年、NHK）[15][注 5]
- 連続テレビ小説「おちょやん」（2021年、NHK）須賀廼家一二九 役[15]

#### ラジオ
- 森脇健児のサタデーミーティング（1998年10月 - 、KBS京都ラジオ ナイターオフ期のみ）
- 魁!なすなか塾（MBSラジオ）
- 高岡美樹のべっぴんラジオ（2010年 - 2019年、ラジオ大阪 月曜 - 木曜：15:00 - 17:00）中継リポーター
- よなよな…（2020年、朝日放送ラジオ）火曜日：増田英彦（ますだおかだ）のパートナーとしてにしね・ザ・タイガーと共に出演
- hanashikaの時間。（2021年、ラジオ大阪）[17]
- 三島由衣の☆ミラクルハッピー（2021年11月 - ラジオ大阪 隔週出演）

#### ネット配信
- めちゃ×2ユルんでるッ！（2013年、ゼロテレビ）[18]

#### 映画
- おしり（2014年）[19]
- 事故物件 恐い間取り（2020年）[20]
- プリズナーズ・オブ・ゴーストランド（2021年、ホームレス 役）[21]

#### 舞台
- 歌って踊るスナイパー物語 〜パパと呼ばないで Virgin（2019年、神戸三宮シアター・エートー）
- 『政府登録國際観光旅館』Government Registered International Tourist Hotel（2019年、神戸三宮シアター・エートー）[23]

#### CM・MV
- イオンモール　クリスマス抽選会（2006年）
- 栗原ゆう「コンプリートしてる、気になって」MV出演（2018年）[24][注 7]